# Tjuhujiv rajon
Tjuhujiv rajon (ukrainsk: Чугуївський район, tr. Tjuhuivskyj rajon) er en af 7 rajoner i Kharkiv oblast, hvor Tjuhujiv rajon er beliggende umiddelbart øst for Kharkiv rajon. Efter Ukraines administrative reform fra juli 2020 er den tidligere Tjuhujiv rajon nu udvidet med andre nærtliggende rajoner, så det samlede befolkningstal for Tjuhujiv rajon er nået op på 202.200.